# Mega Track

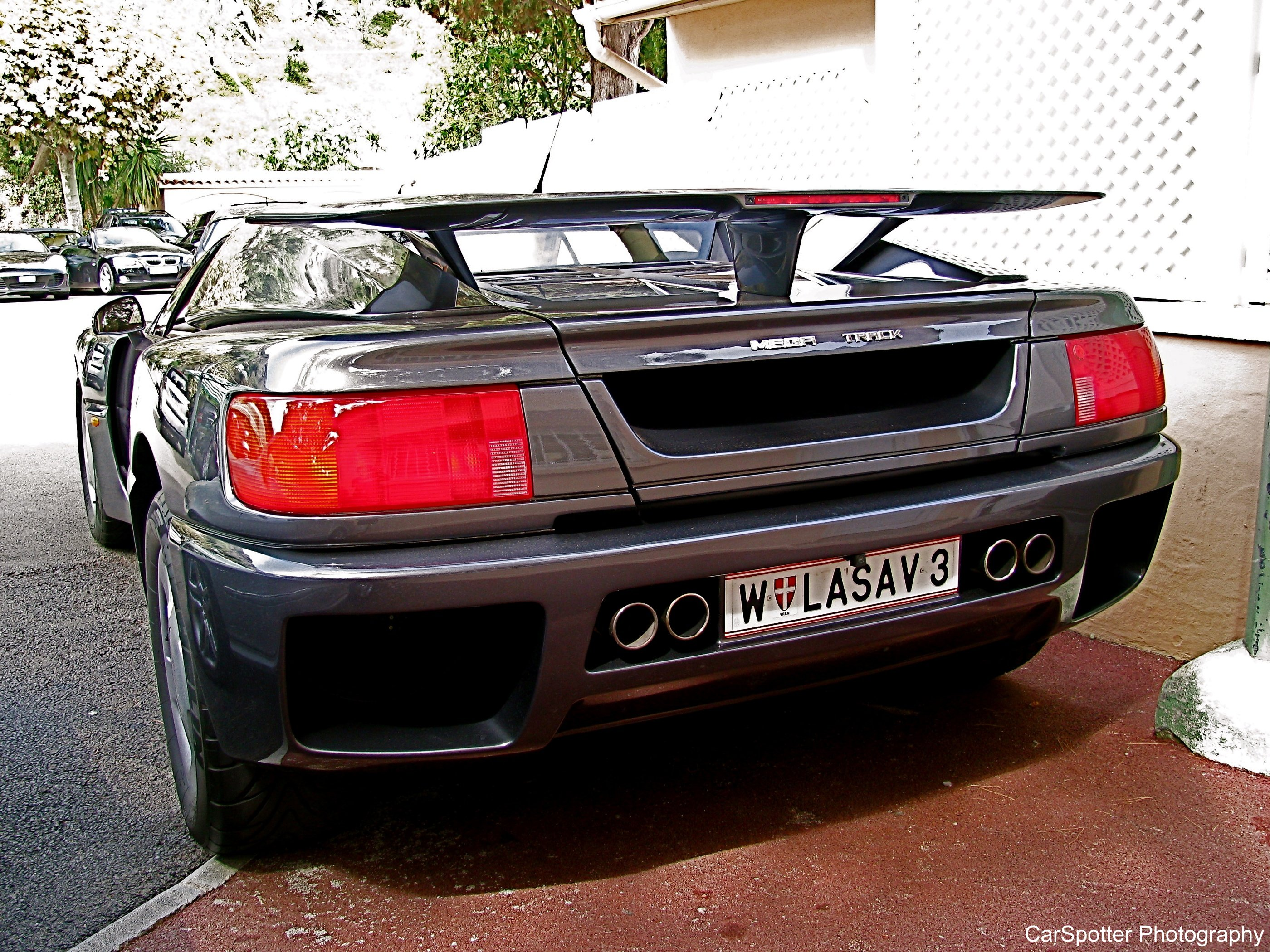
Mega Track

De Mega Track is een exclusieve supersportwagen gebouwd door Mega, een Frans auto- en vrachtwagenmerk.

## Geschiedenis
Het merk Mega werd in 1992 opgericht als subdivisie van Aixam. Het eerste project van dit nieuwe merk was de Track. Met dit project wilde Mega een sportwagen creëren die moest concurreren met bekende merken als Ferrari, Lamborghini en Porsche, maar tegelijkertijd sterk onderscheidend moest zijn. Met hulp van Bernard Darniche, een ervaren rallyrijder, werd in acht maanden tijd een eerste prototype gebouwd. De Track werd gepresenteerd op de Autosalon van Parijs van 1992.

## Kenmerken
De Mega Track viel op door zijn dimensionering. Met een lengte van meer dan 5 meter, een breedte van meer dan 2 meter en een gewicht van ruim 2.200 kilo was de Track veel groter en zwaarder dan zijn concurrenten. Een andere opvallende eigenschap was de instelbare vering waarmee de bodemvrijheid van de auto kon worden aangepast tot 33 cm. Hierdoor was met de Track, uitgerust met permanente vierwielaandrijving, ook offroad te rijden.
De krachtbron voor de Track werd geleverd door Mercedes-Benz en was gekoppeld aan een viertraps automatische versnellingsbak. Het V12-motorblok, dat door Mercedes was ontwikkeld voor de S-Klasse (W140) en de SL-Klasse (R129), leverde in de Track een vermogen van 400 pk en een koppel van 570 Nm bij 3.800 toeren. Daarmee was de Mega Track in staat om in 5,4 seconden naar 100 km/u te accelereren en een (begrensde) topsnelheid van 250 km/u te bereiken. Door het relatief hoge gewicht en vermogen stond de Track op speciaal door Michelin vervaardigde banden met 20 inch diameter.

## Productie
De Mega Track was geen commercieel succes. Tussen 1992 en 2000 zijn slechts 5 of 6 exemplaren gebouwd.